# Fort Stevens (Oregon)
Pour les articles homonymes, voir Fort Stevens.

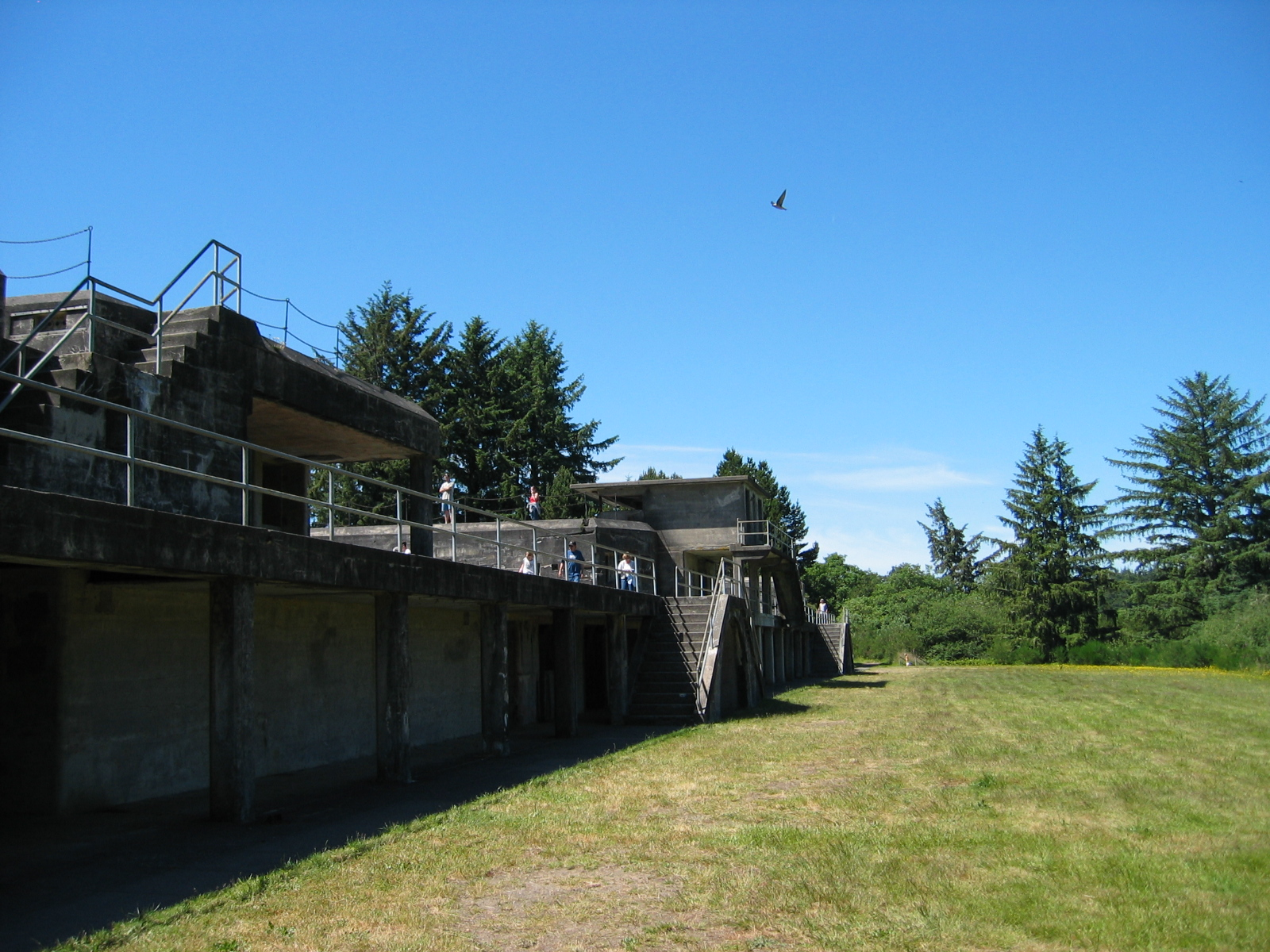
Fort Stevens

Fort Stevens est une installation militaire destinée à garder l'embouchure du fleuve Columbia dans l'état de l'Oregon sur la côte ouest des États-Unis.
Le fort a été actif dans la période 1863–1947. Son nom lui a été donné en hommage à Isaac Stevens, gouverneur de l'état de Washington. 
Le fort est la cible d'une attaque par un sous-marin japonais dans la nuit du 21 juin 1942. Cette attaque ne fait aucune victime et les dégâts infligés au fort sont minimes mais elle constitue tout de même un exploit historique jamais ré-édité.